# Sergio Hellings
Sergio Hellings, né le 11 octobre 1984 à Amsterdam, est un joueur de football néerlandais, qui évolue en milieu de terrain. Depuis janvier 2011, il est sans club, à la suite de la rupture de son contrat avec son dernier employeur, le club belge KSV Roulers.

## Carrière
Sergio Hellings est formé à l'école des jeunes de l'Ajax Amsterdam, mais il n'est jamais appelé dans le noyau professionnel. En 2002, il est recruté par le club belge d'Anderlecht pour environ deux millions d'euros, où il signe un contrat de cinq ans. Il rejoint ses compatriotes Melvin Fleur et Sherjill McDonald, également passés par les jeunes de l'Ajax avant de partir pour la capitale belge. Mais malgré le montant très élevé payé pour son transfert, il ne joue aucun match avec l'équipe première bruxelloise. En juillet 2004, il attire les regards de clubs anglais, notamment Middlesbrough ou Leeds, mais les clubs reculent soit devant le montant de l'indemnité de transfert, soit mettent trop de temps à concrétiser leur offre.
Durant le mercato d'hiver de la saison 2004-2005, il est prêté à l'Heracles Almelo, club d'Eerste Divisie, la deuxième division néerlandaise. Il monte en Eredivisie en fin de saison, et le club le transfère définitivement. Il aide le club à obtenir son maintien en première division, puis en fin de saison, il décide de quitter Almelo, après 43 matches sous le maillot du club. Il rejoint l'AGOVV Apeldoorn, club évoluant en Eerste Divisie, durant l'été 2006. Il dispute 25 matches sur l'ensemble de la saison.
Le 19 juin 2007, après une saison à l'AGOVV, Hellings est transféré en Angleterre, à Leicester City, à la demande de l'entraîneur Martin Allen. Il ne joue pas une seule minute avec l'équipe première, ne prenant place qu'une fois sur le banc des remplaçants lors d'un match de Coupe de la Ligue face à Chelsea. Vu le mauvais départ du club en championnat, l'entraîneur Martin Allen est limogé et remplacé par Ian Holloway. Ce dernier place plusieurs joueurs sur la liste des transferts, dont Hellings, qui ne parvient pas à le convaincre lors des entraînements ou des matches de l'équipe réserve. Il passe quelques tests dans des clubs anglais de divisions inférieures, notamment Luton Town, mais il ne décroche pas de contrat.
Le 30 juillet 2008, Sergio Hellings casse son contrat à l'amiable avec Leicester, et s'engage pour deux ans à Westerlo, un club de première division belge, où il avait signé un contrat deux jours plus tôt. Après une saison marquée par des blessures, au cours de laquelle il ne joue à nouveau aucun match, il rejoint Roulers. Le club est relégué en fin de saison en Division 2, et perd plusieurs de ses joueurs. Hellings reste au club, mais en janvier 2011, son contrat est rompu. Depuis, il est toujours à la recherche d'un club.

### Palmarès
- 1 fois champion d'Eerste Divisie en 2005 avec Heracles Almelo.